# 9.ª circunscripción senatorial de Chile
La 9.ª circunscripción senatorial de Chile es una de las dieciséis entidades electorales de este tipo que conforman la República de Chile. Su territorio comprende la totalidad de las comunas de la Región del Maule, ubicada geográficamente en la zona central de Chile. Fue creada en 2015 por medio de la ley 20.840, a partir de la antigua 10.ª circunscripción senatorial y 11.ª circunscripción senatorial. Con una población que, según el censo del año 2017, alcanza los 1.044.950 habitantes, elige cinco de los cincuenta senadores que integran el Senado de Chile.

## Representación
A abril de 2023, la circunscripción senatorial 11 de Chile es representada por los siguientes senadores para el periodo 2018-2026:
| Periodo | Senador | Senador                                     | Senador                       | Senador | Senador                                 | Senador                  | Senador | Senador                                   | Senador    | Senador | Senador                                  | Senador                     | Senador | Senador                               | Senador             | Mandato                                       |
| Periodo | Nombre  | Nombre                                      | Partido                       | Nombre  | Nombre                                  | Partido                  | Nombre  | Nombre                                    | Partido    | Nombre  | Nombre                                   | Partido                     | Nombre  | Nombre                                | Partido             | Mandato                                       |
| ------- | ------- | ------------------------------------------- | ----------------------------- | ------- | --------------------------------------- | ------------------------ | ------- | ----------------------------------------- | ---------- | ------- | ---------------------------------------- | --------------------------- | ------- | ------------------------------------- | ------------------- | --------------------------------------------- |
| LV      |         | Juan Antonio Coloma Correa (Santiago, 1956) | Unión Demócrata Independiente |         | Juan Castro Prieto (San Clemente, 1959) | Partido Social Cristiano |         | Ximena Rincón González (Concepción, 1968) | Demócratas |         | Paulina Vodanovic Rojas (Santiago, 1971) | Partido Socialista de Chile |         | Rodrigo Galilea Vial (Santiago, 1966) | Renovación Nacional | 11 de marzo de 2018 - Actualmente en el cargo |

## Historia electoral

### Elecciones parlamentarias de 2017
| Pacto                               | Pacto                       | Candidato/a                          | Candidato/a                 | Partido                     | Votos                       | %        | Resultado |        |
| ----------------------------------- | --------------------------- | ------------------------------------ | --------------------------- | --------------------------- | --------------------------- | -------- | --------- | ------ |
|                                     | B. Por Todo Chile           |                                      | Gustavo Aurelio Ruz Zañartu | IND-PAIS                    | 3 457                       | 0.93     |           |        |
|                                     | B. Por Todo Chile           | María Cecilia de Lourdes Romero Peña | PAIS                        | 3 489                       | 0.94                        |          |           |        |
|                                     | B. Por Todo Chile           | Sandra Beatriz Alfaro Chávez         | PRO                         | 2 811                       | 0.76                        |          |           |        |
|                                     | G. Frente Amplio            |                                      | Wilfredo Alfsen Ovando      | PH                          | 3 469                       | 0.94     |           |        |
|                                     | G. Frente Amplio            | Marta Guerra Medina                  | PH                          | 2 589                       | 0.70                        |          |           |        |
|                                     | G. Frente Amplio            | Jimena Arias Quiroga                 | PH                          | 3 148                       | 0.85                        |          |           |        |
|                                     | G. Frente Amplio            | Alfredo Juan Sfeir Younis            | IND-PL                      | 21 142                      | 5.72                        |          |           |        |
|                                     | G. Frente Amplio            | María Eugenia Lorenzini Lorenzini    | RD                          | 4 781                       | 1.29                        |          |           |        |
|                                     | G. Frente Amplio            | Yuri Sepúlveda González              | IND-RD                      | 1 792                       | 0.48                        |          |           |        |
|                                     | H. Sumemos                  |                                      | Andrés Velasco Brañes       | CIU                         | 38 862                      | 10.51    |           |        |
|                                     | H. Sumemos                  | Paula Andrea Romero Neira            | CIU                         | 2 142                       | 0.58                        |          |           |        |
|                                     | H. Sumemos                  | Alberto Nicanor Martínez Moya        | IND-CIU                     | 1 777                       | 0.48                        |          |           |        |
|                                     | H. Sumemos                  | Esteban Bravo Moreno                 | IND-CIU                     | 1 247                       | 0.34                        |          |           |        |
|                                     | H. Sumemos                  | Grace Maricel Salazar Barra          | IND-CIU                     | 1 506                       | 0.41                        |          |           |        |
|                                     | N. La Fuerza de la Mayoría  |                                      | Álvaro Elizalde Soto        | PS                          | 30 914                      | 8.36     | Senador   |        |
|                                     | N. La Fuerza de la Mayoría  | Viviana Landaeta Parra               | PS                          | 4 340                       | 1.17                        |          |           |        |
|                                     | N. La Fuerza de la Mayoría  | Carlos Villalobos Sepúlveda          | PS                          | 3 238                       | 0.88                        |          |           |        |
|                                     | N. La Fuerza de la Mayoría  | Jorge Carlos Tarud Daccarett         | PPD                         | 14 095                      | 3.81                        |          |           |        |
|                                     | N. La Fuerza de la Mayoría  | Liliana Caro Vera                    | PPD                         | 1 298                       | 0.35                        |          |           |        |
|                                     | N. La Fuerza de la Mayoría  | Valeria Jenoveva Leal Albornoz       | IND-PPD                     | 1 079                       | 0.29                        |          |           |        |
|                                     | O. Convergencia Democrática |                                      | Andrés Zaldívar Larraín     | PDC                         | 29 598                      | 8.01     |           |        |
|                                     | O. Convergencia Democrática | Ximena Rincón González               | PDC                         | 38 750                      | 10.48                       | Senadora |           |        |
|                                     | P. Chile Vamos              |                                      | Juan Antonio Coloma Correa  | UDI                         | 58 616                      | 15.85    | Senador   |        |
|                                     | P. Chile Vamos              | Yasna Cancino Rosson                 | IND-UDI                     | 7 752                       | 2.10                        |          |           |        |
|                                     | P. Chile Vamos              | Francisca Concha Le-beuffe           | IND-UDI                     | 1 943                       | 0.53                        |          |           |        |
|                                     | P. Chile Vamos              | Rodrigo Galilea Vial                 | RN                          | 28 221                      | 7.63                        | Senador  |           |        |
|                                     | P. Chile Vamos              | Macarena Pons Porcile                | IND-RN                      | 3 198                       | 0.86                        |          |           |        |
|                                     | P. Chile Vamos              | Juan Castro Prieto                   | IND-RN                      | 54 480                      | 14.73                       | Senador  |           |        |
| Votos válidamente emitidos          | Votos válidamente emitidos  | Votos válidamente emitidos           | Votos válidamente emitidos  | Votos válidamente emitidos  | Votos válidamente emitidos  | 369 734  | 90.21     | 90.21  |
| Votos nulos                         | Votos nulos                 | Votos nulos                          | Votos nulos                 | Votos nulos                 | Votos nulos                 | 17 150   | 4.18      | 4.18   |
| Votos en blanco                     | Votos en blanco             | Votos en blanco                      | Votos en blanco             | Votos en blanco             | Votos en blanco             | 22 993   | 5.61      | 5.61   |
| Total de sufragios emitidos         | Total de sufragios emitidos | Total de sufragios emitidos          | Total de sufragios emitidos | Total de sufragios emitidos | Total de sufragios emitidos | 409 877  | 100.00    | 100.00 |
| Fuente: Servicio Electoral de Chile |                             |                                      |                             |                             |                             |          |           |        |